# Pachyella subisabellina
Pachyella subisabellina är en svampart som först beskrevs av Le Gal, och fick sitt nu gällande namn av Trimbach 1999. Pachyella subisabellina ingår i släktet Pachyella och familjen Pezizaceae.   Inga underarter finns listade i Catalogue of Life.